# Відречення Бенедикта XVI

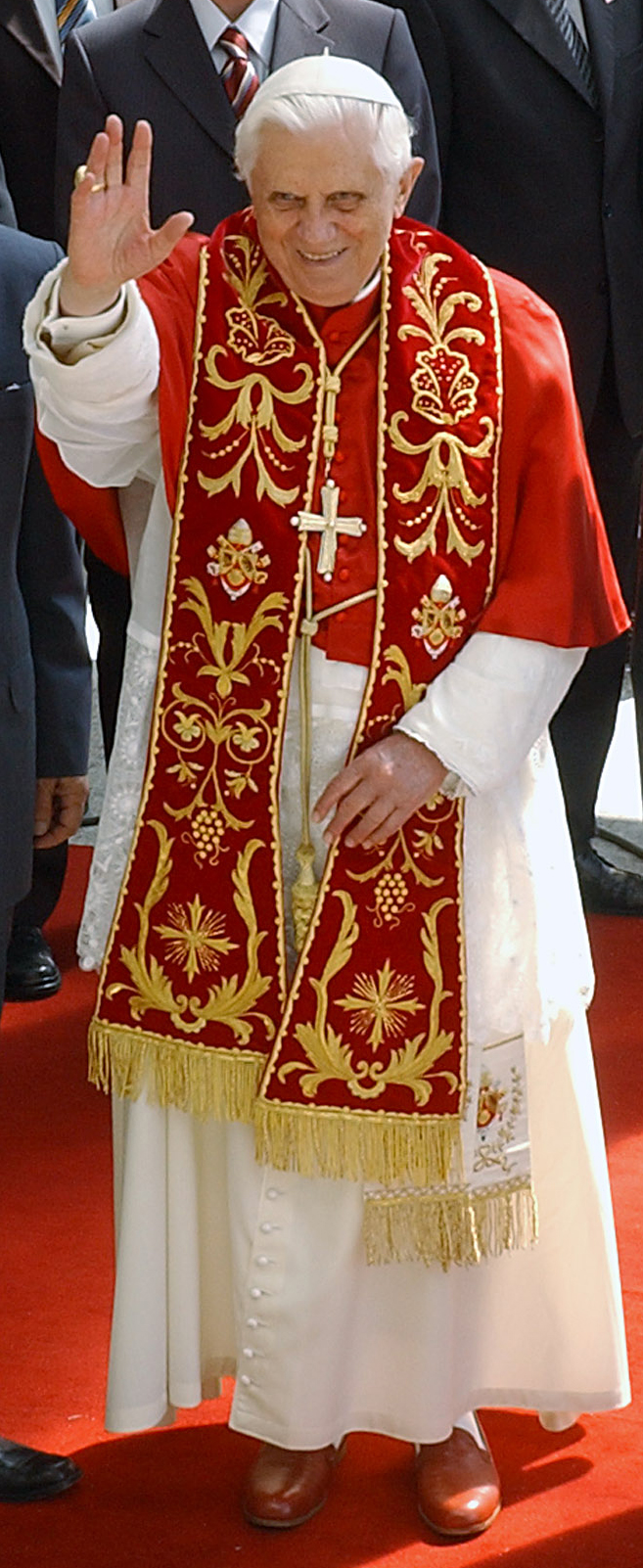
Папа Бенедикт XVI у 2007 році

Відречення Папи Римського Бенедикта XVI (Йозефа Ратцингера) відбулося 28 лютого 2013 року о 20:00 за ватиканським часом (19:00 UTC; 21:00 за київським). Зречення було вперше анонсовано вранці 11 лютого 2013 у Ватикані. Рішення Бенедикта відмовитися від посади лідера Католицької церкви зробило його першим папою, що відрікся престолу після Григорія XII, котрий зробив це у 1415 році для того, щоб покласти край Великій схизмі католицької церкви, і першим папою, який відрікся за власним бажанням, після Целестина V (що зрікся 1294 року). Відречення було неочікуваним, оскільки у новій історії папи обіймали свій пост від виборів до смерті. Бенедикт пояснив своє рішення погіршенням здоров'я у зв'язку з похилим віком. Конклав для обрання нового папи зібрався 12 березня 2013, 13 березня був обраний наступник Бенедикта XVI, Хорхе Маріо Берґольйо, що прийняв ім'я Франциск.

## Оголошення
Бенедикт XVI вирішив зректися престолу у лютому 2013 року через, за його словами, похилий вік. Папі виповнилося 85 років, коли він пішов у відставку.
Він оголосив про свій намір латинською мовою у Залі Консисторії Апостольського палацу на ранковому зборі 11 лютого 2013, у Всесвітній день хворого. Збір повинен був оголосити дату канонізації трьох католицьких мучеників з Отранто (Martyrs of Otranto). На церемонії, названій «Консисторія з канонізації мучеників з Отранто», папа сказав, що ухвалив «рішення великої важливості для життя церкви». У заяві Бенедикт заявив про погіршення здоров'я, фізичної та розумової відповідності папству. Він також сказав, що буде продовжувати служити церкві «через життя, присвячене молитві».

## Останній тиждень
Бенедикт XVI зачитав свій останній Ангел Господній (молитву, яку папа зазвичай читає щонеділі) 24 лютого. Він подякував натовпу, що зібрався, і сказав, що продовжуватиме служити церкві. Востаннє папа з'явився на публіці 27 лютого, на своїх аудієнціях. У заході брало участь не менше 35000 людей. В останній день, 28 лютого, Бенедикт провів аудієнцію у Колегії кардиналів. О 16:15 за місцевим часом він вилетів на гелікоптері до Кастель-Гандольфо, звідки востаннє звернувся до народу на балконі палацу о 17:30.

## Після папства
За словами прес-секретаря Ватикану Федеріко Ломбарді, Бенедикт XVI не матиме титулу кардинала після свого зречення і не зможе обіймати будь-якої посади у Римській курії.
Кардинал-камерленг знищив Перстень рибалки, щоб виключити можливість фальсифікації документів у період виборів нового папи.
Бенедикт оселився в папському палаці в Кастель-Гандольфо відразу ж після своєї відставки, отримавши титул папи-емерита.
27 квітня 2014 Бенедикт XVI брав участь в церемонії канонізації пап Івана XXIII та Івана Павла II.